# Eleição intercalar em Fukushima (2007)

A eleição intercalar de 2007 em Fukushima realizou-se no dia 22 de Abril de 2007 e destinou-se a escolher um membro para a Câmara Alta do Parlamento do Japão que se encontrava vago desde que Yuhei Sato saiu do Parlamento para concorrer, com sucesso, ao cargo de Governador de Fukushima nas eleiçõs de Novembro de 2007.
Concorreram a esta eleição três candidatos: 
- Teruhiko Mashiko, 59 anos, Minshuto
- Isamu Yamaguchi, 69 anos, LPD
- Shizue Miyamoto, 54 anos, Partido Comunista Japonês

A afluência às urnas foi de 46,85%.
Teruhiko Mashiko, que concorreu pelo Minshuto (partido da oposição ao actual governo) venceu facilmente os seus opositores do partido do governo (LDP) e do Partido Comunista Japonês.
Teruhiko Mashiko conseguiu  66% dos votos, enquanto Isamu Yamaguchi, que concorreu pelo LPD se ficou pelos 19%.
Esta eleição, juntamente com a Eleição Intercalar em Okinawa e as Eleições Locais que se realizaram na mesma data, foram vistas como indicadoras da tendência de voto para a Eleição de metade da Câmara Alta do Parlamento do Japão, previstas para Julho de 2007.